# Pissi (Zam)
Pour les articles homonymes, voir Pissi.
Pissi est une commune rurale située dans le département de Zam de la province du Ganzourgou dans la région Plateau-Central au Burkina Faso.

## Géographie
Pissi est situé à environ 10 km à l'ouest de Zam, le chef-lieu du département, à 3 km au sud-ouest de Wéotinga et à 35 km à l'ouest de Zorgho, le chef-lieu de la province. La commune est traversée, au sud, par la route nationale 14.

## Économie
L'économie de la localité est liée, indirectement, à l'activité d'exploitation de la carrière de granite de Wayen qui se trouve en bordure de la RN 14.

## Santé et éducation
Le centre de soins le plus proche de Pissi est le centre de santé et de promotion sociale (CSPS) de Wéotinga tandis que le centre médical avec antenne chirurgicale (CMA) se trouve à Zorgho.
Le village possède une école primaire publique.